# Podravska Moslavina
Podravska Moslavina es un municipio de Croacia en el condado de Osijek-Baranya.

## Geografía
Se encuentra a en la ribera del río Drava, en la frontera con Hungría, a una altitud de 101 m s. n. m. y a 204 km de la capital nacional, Zagreb.

## Demografía
En el censo 2011 el total de población del municipio fue de 1 202 habitantes, distribuidos en las siguientes localidades:
- Gezinci - 33
- Krčenik - 334
- Martinci Miholjački - 37
- Podravska Moslavina - 798

| Gráfica de población de Podravska Moslavina 1857-2011               |
|                                                                     |
| Según los censos de población de la oficina estadística de Croacia. |